# Суперкубок Сектора Гази з футболу 2016
Суперкубок Сектора Гази з футболу 2016  — 5-й розіграш турніру. Матч відбувся 9 вересня 2016 року між чемпіоном Сектора Гази клубом Хадамат (Рафах) та володарем Кубка Сектора Гази клубом Шабаб (Хан Юніс).
| Володар Суперкубка Сектора Гази 2016 |
| ------------------------------------ |
|                                      |
| Хадамат (Рафах) Перший титул         |

## Матч

### Деталі
| 9 вересня 2016 16:00 (EEST) |

| Хадамат (Рафах)                                            | 3:1      | Шабаб (Хан Юніс)       |
| ---------------------------------------------------------- | -------- | ---------------------- |
| Мохаммад Альнайраб 15', 52' (пен.) Мохаммад Альжермі 90+2' | Протокол | Мохаммад Абу Мосса 90' |

| Ярмук, Газа Арбітр: Амін Аовіс |